# Zoropsis beccarii
Zoropsis beccarii är en spindelart som beskrevs av Lodovico di Caporiacco 1935. Zoropsis beccarii ingår i släktet Zoropsis och familjen Zoropsidae.
Artens utbredningsområde är Turkiet. Inga underarter finns listade i Catalogue of Life.